# Бузаладзе, Нуца
Нуца Бузаладзе (груз. ნუცა ბუზალაძე; род. 28 января 1997) — грузинская певица и автор песен. Представительница Грузии на конкурсе песни «Евровидение-2024», заняла 21-е место. Победительница фестиваля «Новая волна 2014».

## Биография
Бузаладзе родилась в Тбилиси, но выросла в Турции. С 5 лет она выступала в составе детской группы «Мартве», а позднее была ведущей вокалисткой и гитаристкой другого ансамбля «Мзиури». Нуца начала брать уроки игры на фортепиано в возрасте 8 лет.
Бузаладзе несколько лет жила в Лос-Анджелесе, где она приобрела обширный музыкальный опыт. С 2024 года её постоянным местом жительства является Дубай.

## Карьера
Бузаладзе начала сольную карьеру в 2011 году, когда приняла участие в конкурсе Georgia’s Got Talent.
В 2014 году привлекла всеобщее внимание, представляя Грузию на музыкальном фестивале «Новая волна», проходившем в Латвии, который она выиграла.
В 2017 году Бузаладзе выпустила песню «White Horses Run», с которой она заняла второе место в грузинском отборе на Евровидение-2017.
В 2019 году выпустила дебютный альбом Nutsa22 на грузинском и английском языках.
Финалистка российской версии конкурса «Ну-ка, все вместе!» (2 сезон, был в эфире в первой половине 2020 года).
В 2023 году певица принимала участие в двадцать первом сезоне шоу American Idol, войдя в топ-12.